# فيغون
فيغون (Vigon) من مواليد 13 يوليو 1945 بمدينة الرباط بالمغرب وٱسمه الحقيقي محسن عبد الغفور  هو مغني مغربي ٱشتهر بأدائه لأغاني ريذم أند بلوز وموسيقى السول خلال منتصف الستينات من القرن العشرين، تعاون خلالها مع العديد من الفنانين العالميين أمثال أريثا فرانكلين، الرولينج ستونز، ستيفي وندر، جيمي هندريكس و كذلك المنتج الفرنسي منير بلخير.
هو كذلك والد المغنية المغربية صوفيا غونس التي توفيت سنة 2011 إثر جلطة فجائية تسبب فيها إنسداد الشريان الرئوي.
في الذكرى الخمسين لعيد ميلاد ملك المغرب محمد السادس، تم توشيحه بالوسام الملكي من درجة قائد.

## السيرة الذاتية
بدأ حياته الموسيقية بتأسيس فرقة توبقال الموسيقية في المغرب. وبعد انتقاله إلى فرنسا في الستينات، غنى في فرقة Les Lemons ثم عاد إلى المغرب عام 1978 ليغني لفترة دامت 23 سنة حتى عام 2000 في فندق الموحدين بمدينة أكادير.
عام 2000 عاد إلى فرنسا ليغني في مطعم American Dream في باريس. له معجبين كثر وأقيم له تكريم في البرنامج الناجح The Voice, la plus belle voix. وله ألبومات كثيرة ومشاركات مع فنانين كثر.
عام 2013 شارك في ثلاثي غنائي مع الفنانين Érick Bamy وJay Kani وأصدر الثلاثة الذين اتخذوا الاسم الفني Vigon Bamy Jay ألبوما ناجحا بعنوان Les Soul Men .

## وصلات خارجية
- فيغون على موقع ميوزك برينز (الإنجليزية)
- فيغون على موقع ديسكوغز (الإنجليزية)

- سيرة فيغون على موقع StarTimes
- المطرب المغربي «فيغون» يقتحم برامج تلفزيون الواقع بفرنسا
- الفنان فيغون يعود إلى الرباط تحت شعار موعد التقاعد لم يحن بعد
- «فيغون» يبكي على وفاة ابنته ويسرق الأضواء في حفل فني
- من أبرز نجومها فيغون وصوفيا السعيدي وفي براون وميشال فوغان
- أغنية فيغون على يوتيوب